# Хлібородне (Воронезька область)
Хлібородне (рос. Хлебородное) — село в Аннинському районі Воронезької області Російської Федерації.
Населення становить 766 осіб (2018). Входить до складу муніципального утворення Хлібородненське сільське поселення.

## Історія
Населений пункт розташований у історичному регіоні Чорнозем'я. Від 1928 року належить до Аннинського району, спочатку в складі Центрально-Чорноземної області, а від 1934 року — Воронезької області.
Згідно із законом від 15 жовтня 2004 року входить до складу муніципального утворення Хлібородненське сільське поселення.

## Населення
| 2000 | 2005 | 2010 | 2012 | 2013 | 2014 | 2015 |
| ---- | ---- | ---- | ---- | ---- | ---- | ---- |
| 853  | ↘764 | ↘608 | ↗872 | ↘836 | ↘806 | ↘793 |
| 2016 | 2017 | 2018 |      |      |      |      |
| ↘767 | ↗776 | ↘766 |      |      |      |      |